# Herrarnas tvåa utan styrman i rodd vid olympiska sommarspelen 2000
Herrarnas tvåa utan styrman i rodd vid olympiska sommarspelen 2000 avgjordes mellan den 17 och 23 september 2000.

## Medaljörer
| Gren              | Guld                                    | Silver                             | Brons                                |
| Tvåa utan styrman | Michel Andrieux och J. C. Rolland (FRA) | Ted Murphy och Sebastian Bea (USA) | Matthew Long och James Tomkins (AUS) |

## Resultat

### Heat

#### Heat 1
| Placering | Roddare                                 | Land      | Tid     | Noteringar |
| --------- | --------------------------------------- | --------- | ------- | ---------- |
| 1         | Michel Andrieux Jean-Christophe Rolland | Frankrike | 6:44,80 | Q          |
| 2         | Luigi Sorrentino Pasquale Panzarino     | Italien   | 6:48,26 | Q          |
| 3         | Oliver Martinov Ninoslav Saraga         | Kroatien  | 6:52,57 | Q          |
| 4         | Damian Ordas Diego Aguirre Gomez Corta  | Argentina | 6:55,74 | R          |
| 5         | Kasam Khan Inderpal Singh               | Indien    | 7:09,94 | R          |

#### Heat 2
| Placering | Roddare                        | Land        | Tid     | Noteringar |
| --------- | ------------------------------ | ----------- | ------- | ---------- |
| 1         | Đorđe Visacki Nikola Stojic    | Jugoslavien | 6:42,62 | Q          |
| 2         | Ramon di Clemente Donovan Cech | Sydafrika   | 6:43,23 | Q          |
| 3         | Ted Murphy Sebastian Bea       | USA         | 6:44,86 | Q          |
| 4         | Robert Sens Detlef Kirchhoff   | Tyskland    | 7:10,62 | R          |
| 5         | Amr Temraz Alaa Eldin Ahmed    | Egypten     | 7:15,63 | R          |

#### Heat 3
| Placering | Roddare                    | Land           | Tid     | Noteringar |
| --------- | -------------------------- | -------------- | ------- | ---------- |
| 1         | Edward Coode Greg Searle   | Storbritannien | 6:42,45 | Q          |
| 2         | Matthew Long James Tomkins | Australien     | 6:46,99 | Q          |
| 3         | Phil Graham HHenry Hering  | Kanada         | 6:48,42 | Q          |
| 4         | Miha Pirih Gregor Sračnjek | Slovenien      | 6:55,82 | R          |
| 5         | Piotr Basta Piotr Bochenek | Polen          | 6:58,47 | R          |

### Återkval
| Placering | Roddare                                | Land      | Tid     | Noteringar |
| --------- | -------------------------------------- | --------- | ------- | ---------- |
| 1         | Robert Sens Detlef Kirchhoff           | Tyskland  | 6:45,73 | Q          |
| 2         | Piotr Basta Piotr Bochenek             | Polen     | 6:48,74 | Q          |
| 3         | Miha Pirih Gregor Sračnjek             | Slovenien | 6:50,49 | Q          |
| 4         | Damian Ordas Diego Aguirre Gomez Corta | Argentina | 6:52,38 |            |
| 5         | Amr Temraz Alaa Eldin Ahmed            | Egypten   | 7:07,35 |            |
| 6         | Kasam Khan Inderpal Singh              | Indien    | 7:16,10 |            |

### Semifinaler

#### Semifinal 1
| Placering | Roddare                                 | Land           | Tid     | Noteringar |
| --------- | --------------------------------------- | -------------- | ------- | ---------- |
| 1         | Michel Andrieux Jean-Christophe Rolland | Frankrike      | 6:30,96 | A          |
| 2         | Edward Coode Greg Searle                | Storbritannien | 6:31,08 | A          |
| 3         | Ramon di Clemente Donovan Cech          | Sydafrika      | 6:33,15 | A          |
| 4         | Phil Graham HHenry Hering               | Kanada         | 6:33,22 | B          |
| 5         | Piotr Basta Piotr Bochenek              | Polen          | 6:43,38 | B          |
| 6         | Oliver Martinov Ninoslav Saraga         | Kroatien       | 6:46,00 | B          |

#### Semifinal 2
| Placering | Roddare                             | Land        | Tid     | Noteringar |
| --------- | ----------------------------------- | ----------- | ------- | ---------- |
| 1         | Matthew Long James Tomkins          | Australien  | 6:34,42 | A          |
| 2         | Đorđe Visacki Nikola Stojic         | Jugoslavien | 6:43,23 | A          |
| 3         | Ted Murphy Sebastian Bea            | USA         | 6:35,42 | A          |
| 4         | Robert Sens Detlef Kirchhoff        | Tyskland    | 6:38,41 | B          |
| 5         | Miha Pirih Gregor Sračnjek          | Slovenien   | 6:49,79 | B          |
| 6         | Luigi Sorrentino Pasquale Panzarino | Italien     | 6:53,57 | B          |

### Finaler

#### Final B
Held on September 22, 2000
| Placering | Roddare                             | Land      | Tid     | Noteringar |
| --------- | ----------------------------------- | --------- | ------- | ---------- |
| 1         | Phil Graham HHenry Hering           | Kanada    | 6:33,60 |            |
| 2         | Oliver Martinov Ninoslav Saraga     | Kroatien  | 6:35,18 |            |
| 3         | Robert Sens Detlef Kirchhoff        | Tyskland  | 6:37,94 |            |
| 4         | Piotr Basta Piotr Bochenek          | Polen     | 6:39,44 |            |
| 5         | Miha Pirih Gregor Sračnjek          | Slovenien | 6:40,23 |            |
| 6         | Luigi Sorrentino Pasquale Panzarino | Italien   | 6:40,35 |            |

#### Final A
| Placering | Roddare                                 | Land           | Tid     | Noteringar |
| --------- | --------------------------------------- | -------------- | ------- | ---------- |
| 1         | Michel Andrieux Jean-Christophe Rolland | Frankrike      | 6:32,97 |            |
| 2         | Ted Murphy Sebastian Bea                | USA            | 6:33,80 |            |
| 3         | Matthew Long James Tomkins              | Australien     | 6:34,26 |            |
| 4         | Edward Coode Greg Searle                | Storbritannien | 6:34,38 |            |
| 5         | Đorđe Visacki Nikola Stojic             | Jugoslavien    | 6:38,70 |            |
| 6         | Ramon di Clemente Donovan Cech          | Sydafrika      | 6:43,10 |            |